# Podochresimus fruticinus
Podochresimus fruticinus är en mångfotingart som beskrevs av Carl Graf Attems 1926. Podochresimus fruticinus ingår i släktet Podochresimus och familjen orangeridubbelfotingar. Inga underarter finns listade i Catalogue of Life.